# Comerțul în România

## Piața de retail
Investițiile directe ale marilor rețele comerciale din România depășesc 1,1 miliarde euro în anul 2008.
Asociația Marilor Rețele Comerciale din România (AMRCR) este o asociație patronală din care fac parte cei mai mari jucători care operează pe piața de retail din România. Aceasta a fost constituită în anul 2003 și are în acest moment următorii ca membri: Cora, Carrefour, Auchan, Kaufland, Real, Selgros, Metro Cash & Carry, Billa, La Fourmi, Mega Image, Artima, Profi, Penny Market, Praktiker, Bricostore, Baumax, Dedeman, Altex, Domo, Flanco, Mobexpert și Diverta.
Compania de consultanță Deloitte România estima ca piața locală de retail va atinge în 2010 valoarea de 100 miliarde euro.

### 2006
În mai 2006, în România existau 222 de hipermarketuri, supermarketuri și magazine de tip discount. În total, piața reprezenta aproximativ 12 miliarde de euro.
Afacerile principalelor companii de retail de bunuri de larg consum din România au însumat în anul 2006 circa 4,28 miliarde euro, față de 3,1 miliarde euro în anul 2005. În anul 2007, piața de retail din România a ajuns la valoarea de 31,3 de miliarde euro (creștere 17,8% . Pentru anul 2008, vânzările de retail pot ajunge la 38 miliarde euro, mai mult de jumătate din sumă fiind generată de produsele alimentare.
Pentru anul 2010, se preconizează ajungerea la valoarea de 53,7 miliarde euro.

### 2007
În octombrie 2007, suprafața de centre comerciale din România raportata la mia de locuitori era de 10 mp, spre deosebire de 130 mp in Italia, 230 mp in Franța sau 330 mp în Suedia și cu mult sub media europeană.
În octombrie 2007, în București existau 143.000 mp utilizați de centrele comerciale, respectiv 70 mp la mia de locuitori, și se estimează că va crește la 700.000 mp în următorii doi-trei ani, respectiv 340 mp pe mia de locuitori, ceea ce ar marca o apropiere de alte capitale est europene. Astfel, în Budapesta suprafața spațiilor comerciale este de 270 mp la mia de locuitori, în Praga de 380 mp, iar în Varsovia 790 mp.
Piața de retail din România este a doua ca mărime din Europa Centrală și de Est, cu o valoare de 40 de miliarde euro în anul 2007.
Valoarea totală a pieței românești de FMCG a fost în 2007 de 41 miliarde euro și se estima că va atinge în 2008 nivelul de 43 miliarde euro, iar pentru 2009 an se prognozase suma de 48 miliarde euro.

### 2008
În marile centre comerciale lucrau peste 50.000 de persoane în anul 2008.
Clujul a rămas și în 2008 în top, având cea mai mare suprafața de retail alocată la mia de locuitori, respectiv 340 metri pătrați, urmat de Timișoara (cu 210 mp) și Iași (cu 180 mp), Bucureștiul situându-se doar pe locul patru, cu 150 mp la mia de locuitori.
Lanțul de centre comerciale Iulius Mall, controlat de omul de afaceri ieșean Iulian Dascălu, râmâne în continuare cel mai mare, având o suprafață totală de circa 340.000 mp distribuiți în mall-urile din Timișoara, Cluj-Napoca, Iași și Suceava. Pe locul doi in topul proprietarilor se situează turcii de la Anchor Group, care dețin 172.000 mp de spațiu comercial în Plaza România și București Mall.
Pe segmentul de discount există peste 220 de magazine deschise în prezent (noiembrie 2008). Principalii jucători sunt Plus Discount, miniMax Discount, Kaufland, Profi și Penny Market.

### 2009
În anul 2009, pe piața locală existau peste 53.000 de supermarketuri, hipermarketuri, magazine cash&carry, discountere, chioșcuri de cartier sau magazine din benzinării.
În anul 2009, valoarea pieței de retail a scăzut cu 10,4%, la 195,4 miliarde lei (46,2 miliarde euro).
În 2009, cele mai importante 15 grupuri din industrie au acumulat 17,2% din vânzarile totale din retail comparativ cu 2008, când cota deținută de acestea a fost de 14,7%.
De asemenea, piața românească a fost dominată de retaileri proveniți din afara țării și doar patru din cele mai mari 15 companii sunt din România.
Suprafața de retail la mia de locuitori pe țară se ridică la 75 metri pătrați (aprilie 2009), în creștere de la nivelul de 43 mp/mia de locuitori cat era in 2007.

### 2010
În iunie 2010, chiria anuală pentru un spațiu de circa 200 mp într-un centru comercial din România ajunge la 600 euro/mp, la același nivel cu chiriile din Cehia și Ungaria și la aproape jumătate din nivelul atins în Germania. Alte țări: Marea Britanie (1.900 euro/mp/an), Franța (1.700 euro/mp/an), Rusia (1.500 euro/mp/an), Belgia (1.450 euro/mp/an), Olanda (1.400 euro/mp/an), Germania (1.250 euro/mp/an), Finlanda (1.000 euro/mp/an), Austria (1.000 euro/mp/an), Turcia (900 euro/mp/an), Polonia (650 euro/mp/an), Italia (950 euro/mp/an), Suedia (700 euro/mp/an), Irlanda (980 euro/mp/an), Portugalia (950 euro/mp/an), Spania (850 euro/mp/an).

## Spații comerciale
În anul 2006, stocul de spații comerciale moderne din București era de 579.000 mp.
În anul 2012, stocul de spații comerciale moderne din București era estimat la 775.000 metri pătrați.
Restul țării contribuie cu un stoc de aproximativ 1,5 milioane metri pătrați.
În funcție de aceste noi criterii, stocul de spații comerciale moderne în România este estimat la 2,29 milioane metri pătrați, adică 108 mp / 1.000 locuitori.
În anul 2013, stocul de spații comerciale moderne era de circa 2,7 milioane de metri pătrați, din care 30% se aflau în București.
Media primelor 15 orașe din România în ceea ce privește stocul de spații comerciale moderne la 1.000 de locuitori este de 548 de metri pătrați.
Acest clasament este condus de Suceava (1,118 mp / 1.000 locuitori), Pitești (771 mp / 1.000 locuitori), Oradea (664 mp / 1.000 locuitori), Sibiu (609 mp / 1.000 locuitori) și Târgu Mureș (563 mp / 1.000 locuitori).
Bucureștiul ocupă locul 12, cu o medie de 411 mp / 1.000 locuitori.
Totuși, media națională se situează în continuare sub cea a altor state din Europa Centrală și de Est, cu 127 mp / 1.000 locuitori.
În România există 122.100 de magazine, dintre care doar 1,1% sunt hipermarketuri și supermarketuri, arată un recensământ realizat de firma de cercetare Vektor MF. Conform studiului realizat de Vektor Marktforschung, în anul 2013 suprafața totală a spațiilor comerciale din România era de 6.857.514 mp, din care 44,5% retailul tradițional (86.222 de magazine), 30,5% HoReCa (34.526 de unități) și 25% comerțul modern (1.353 de magazine).

### Închirierea
În anul 2006, chiria medie în centrele comerciale din București era de 30 euro/mp/lună.
Cele mai ridicate chirii s-au înregistrat pentru spațiile comerciale stradale, între 90-130 euro/mp/lună, în timp ce chiriile pentru spațiile din mall-uri erau la 60-80 euro/mp/lună, ajungând până la 120 euro/mp/lună pentru spațiile mai mici de 50 mp.
În anul 2011, chiriile prime ale principalelor centre comerciale, cât și cele pentru unitățile stradale se situau în intervalul 65-70 euro/m2/lună.
În anul 2012, chiriile prime din centrele comerciale erau estimate între 60-70 euro/mp/lună iar chiriile prime ale unităților stradale erau cuprinse între 60-65 euro/mp/lună.

### Spații comerciale în centre comerciale
În 2006, stocul de spații comerciale în centre moderne a ajuns la 613.000 mp (adică 29 mp la mia de locuitori), din care 150.000 de mp erau în București.
În 2008, stocul de spații comerciale în centre moderne a depășit un milion de metri pătrați, ceea ce înseamnă 47 mp la mia de locuitori.
În anul 2010, stocul de retail modern la mia de locuitori se situa la nivelul de 64 mp (adică în total 1,38 milioane metri pătrați la nivel național), aproape de patru ori sub media europeană de 238 mp.
În anul 2012, stocul de retail modern a ajuns la un nivel mediu de circa 84 de metri pătrați pe mia de locuitori la nivel național, adică 1,65 milioane de metri pătrați.
Stocul de retail din Europa se situează la nivelul anului 2012 cu aproximativ 27% peste valoarea de la finalul lui 2010, ajungând la o medie de 326 mp per mia de locuitori.
Cele mai dotate orașe: Suceava (736 mp/1.000 de locuitori), Arad (498 mp) și Constanța (394 mp) sunt orașele cele mai aglomerate cu centre comerciale raportat la numărul de locuitori, în timp ce Bucureștiul se află pe poziția a opta (307 mp/1.000 de locuitori).

## Piața de retail farmaceutic
- În România există peste 5.000 de farmacii (6.000 după altă estimare[27]), în marea lor majoritate farmacii independente[28].
- Principalele lanțuri de farmacii care acționează în piața locală sunt Sensiblu, cu 218 de unități, Help Net, Dona, Catena și City Pharma, cu peste 100 de unități fiecare[28].
- Piața medicamentelor este evaluată la 1,8 miliarde euro în 2008, în creștere cu 11% față de anul 2007[28][29]. În topul vânzărilor se află GlaxoSmithKline, Hoffmann La Roche, Sanofi-Aventis și Novartis, cu cifre de afaceri anuale de peste 350 milioane euro.[29]
- Piața locală de produse farmaceutice crește marcată în special de consumul mic de medicamente înregistrat pe cap de locuitor - 85 euro anual - comparativ cu valori duble în statele Europei Centrale[30].

## Piața de bricolaj
- Piața de bricolaj este estimată la 2 miliarde euro în 2009[31]. În 2007, piața de bricolaj a depășit nivelul de un miliard de euro[32]
- Principalii jucători sunt: Praktiker, Dedeman și Bricostore, urmați de bauMax, Hornbach, OBI, Mr. Bricolage, Tekzen, Ambient Sibiu și Arabesque[31][32].

## Piața de comunicații mobile
- În anul 2006, piața de comunicații mobile a fost de 2,2 miliarde Euro[33].
- 3G: Orange România a lansat serviciile 3G în iunie 2006, iar Vodafone România în aprilie 2005, licențele fiind câștigate de către aceștia prin licitație în anul 2004. Zapp a câștigat în 2006 o licență de telefonie mobilă UMTS (2.100 MHz) pentru generația a treia (3G). Celălalt operator care a câștigat o licență 3G este RCS&RDS[33]

## Piața de comerț online
În anul 2009, piața românească de comerț online a fost marcată de consolidări puternice, iar valoarea totală s-a ridicat la 225 milioane de euro, în creștere cu 12,5% față de anul 2008, când estimările au situat piața la 200 milioane de euro.
În anul 2010, piața de comerț electronic, excluzând travelling-ul și plata utilităților, a fost de 300 de milioane de euro.
Principalii jucători de pe piața românească de comerț online sunt eMAG, care deține o cotă de piață de 70%, Cel.ro, PCfun, PC Garage, MarketOnline și OneStop.
În anul 2011, piața a ajuns la 527 milioane de euro.
Este estimat ca piața să crească anual, în medie cu 17%, urmând să atingă valoarea de 1,14 miliarde de euro în 2016.
Valoarea comerțului electronic cu plata online prin carduri bancare a fost de 53,1 milioane euro în anul 2008, iar pentru anul 2009 valoarea este estimată la 93 milioane euro.
În anul 2010, comerțului electronic cu plata online prin card crescut cu 38% comparativ cu 2009, atingând valoarea de 127,8 milioane de euro.
Numărul de tranzacții procesate a crescut cu 82% față de 2009, înregistrându-se 2,26 milioane de tranzacții.
În anul 2004, detinatorii de carduri Visa din Romania au cheltuit anul trecut aproape cinci milioane de euro pentru a cumpara bunuri si servicii prin Internet, in magazinele din Romania si din strainatate, valoarea medie a unei tranzactii fiind de 100 de euro.
Valoarea tranzacțiilor cu cardurile emise în România a crescut de la 1,8 milioane de euro, în 2003, la 2,8 milioane în 2004.
RomCard este procesatorul tranzacțiilor cu carduri în România și are 150 de comercianți activi certificați în sistemul 3D Secure.
Comertul electronic cu plata online prin card bancar a crescut in 2008 cu 53% fata de 2007, ajungand la valoarea de 53,1 milioane euro, fata de 34,8 milioane euro, cat se inregistrase in anul precedent, si un numar de 652.000 tranzactii.

2005: Romanii au cheltuit, 65 de milioane de dolari pe Internet, în România existau 7,4 milioane de carduri și doar 500 de magazine virtuale.
În anul 2005, vânzările magazinelor virtuale au fost de peste 20 de milioane de euro.

## Piața de retail de confecții
Piata locală de fashion retail s-a situat în 2006 la valoarea de 1,6 miliarde euro, respectiv 1,8 miliarde euro în 2007.
Printre brandurile de modă prezente la nivel local se numără Inditex, care a adus pe piața autohtonă de fashion brandurile Bershka, Massimo Dutti, Zara sau Pull&Bear, Peek&Cloppenburg, Alb și Negru, Esprit sau Next. Pe segmentul de încălțăminte și accesorii, sunt prezente branduri precum Leonardo, Musette, Benvenuti, Aldo, Otter.
Printre brandurile de lux prezente în România se numără: Hugo Boss, Max Mara, Ermenegildo Zegna, Pal Zileri, La Perla, Estee Lauder, Cartier și Bvlgari.
România se situează pe locul șase în lume, după Brazilia, China, India, Turcia și Chile, în topul celor mai atractive piețe emergente pentru retailerii de confecții.

## Alte piețe de retail
Piața de lux este estimată să ajungă la 350 milioane de euro în 2009 și traiește din segmentul auto, cel de băuturi și cel de bijuterii.